# Li Zhaoxing
Li Zhaoxing (en chinois 李肇星, en pinyin Lǐ Zhàoxīng, en Wade-Giles Li Chao-hsing), né le 20 octobre 1940 à Jiaonan dans la province du Shandong, est un homme politique chinois. Li est le ministre des Affaires étrangères de la république populaire de Chine du 17 mars 2003 au 27 avril 2007.

## Biographie
Li sort diplômé de l'université de Pékin en 1964 avant de suivre une formation en langues étrangères à l'université des langues étrangères de Pékin. Il enseigne brièvement les relations internationales avant de travailler comme diplomate. D'abord en poste au Kenya entre 1970 et 1977, il revient pour cinq ans au ministère (1977-1983) avant de repartir pour le poste de premier secrétaire de l'ambassade du Lesotho de 1983 à 1985. Il rentre ensuite à Pékin et devient porte-parole du ministère des Affaires étrangères jusqu'en 1990 puis assistant du ministre des Affaires étrangères. De 1993 à 1995, Li est l'ambassadeur et représentant permanent de la Chine devant l'Organisation des Nations unies à New York. Li retourne à Pékin au poste de vice-ministre des Affaires étrangères en 1995. Il part à Washington pour prendre la place d'ambassadeur auprès des États-Unis en 1998. Il revient en Chine en 2001 et devient ministre des Affaires étrangères le 17 mars 2003 à la suite de la session plénière de la Xe Assemblée nationale populaire.
Parallèlement à sa carrière de diplomate, Li suit une carrière au sein du Parti communiste chinois. Il est membre suppléant du XVe comité central du PCC entre 1997 et 2002, puis membre titulaire du XVIe comité central depuis 2002. Il est également président de l'Association chinoise pour les contacts amicaux internationaux (CAIFC), une organisation de Front uni subordonnée au département de liaison du département du travail politique de la Commission militaire centrale.
Il fait partie en 2007 du groupe des Global Elders (anglais signifiant les anciens, ou sages, universels), créé par Nelson Mandela afin de promouvoir la paix et les droits de l'homme dans le monde, mais quitte l'organisation peu après.
Li est marié et le couple a un fils.

## Référence
1. ↑  (en) « Le président Li Zhaoxing dirige une délégation de la CAIFC en visite en Inde - Chairman Li Zhaoxing Leads Delegation of CAIFC to Visit India », 27 novembre 2012 (consulté le 19 novembre 2021)